# Липинський Петро Казимирович
Петро Казимирович Липинський (1888, с. Гадинківці, Австро-Угорщина — 8 листопада 1975, м. Едмонтон, Канада) — український та канадський художник.

## Життєпис
Петро Липинський народився 1888 року у селі Гадинківцях, нині Копичинецької громади Чортківського району Тернопільської области України.
Навчався в іконописній майстерні у містечку, нині смт Гусятин, вдосконалював майстерність у Почаївській лаврі. Писав ікони у стилі класицизму для церков Тернопільщини.
У 1914 році (за иншими даними — після Першої світової війни) емігрував до Канади (м. Едмонтон), започаткував тут професійний іконопис. Творив іконостаси й окремі ікони, плащаниці, стінописи для понад 40 українських церков у провінціях Альберта, Саскачеван, Манітоба. Співзасновник Народного дому, працював у редакції газети «Новини», член комітету, який організував «Рідну школу» в Едмонтоні.
Мистецький архів, котрий упорядкував мистецтвознавець і етнограф Р. Білаш, зберігається в музеї «Село української культурної спадщини» поблизу Едмонтона, де до 100-річчя від дня його народження відбулася виставка творів художника.